# Viktor Maigurov
Viktor Viktorovitj Maigurov (ryska: Виктор Викторович Майгуров), född den 7 februari 1969 i Jekaterinburg i Ryska SFSR, är en vitrysk/rysk före detta skidskytt.
Maigurov tävlade i början av sin karriär för Vitryssland, dock utan att vinna OS- eller VM-medaljer. Han bytte sedan nationalitet till födelselandet Ryssland. Tävlande för Ryssland blev han världsmästare i stafett vid två tillfällen (1996 och 2000) samt i jaktstart vid VM 1997. Därtill vann Maigurov tre VM-silver (varav två i stafett) och två OS-brons.